# アイス・エイジ バックの大冒険
『アイス・エイジ バックの大冒険』（原題: The Ice Age Adventures of Buck Wild）は、アメリカ合衆国の3DCGコンピューターアニメーション映画。アメリカでは2022年1月28日にDisney+にて独占配信された。日本では同年3月25日から同サービスにて配信された。2021年4月10日、新型コロナウイルスにより、ウォルト・ディズニー・スタジオはブルースカイ・スタジオを閉鎖したため、20世紀アニメーション作品においてブルースカイ・スタジオが製作されていないのは、本作が初となる。

## 声の出演
| 役名         | 声優                                 | 日本語吹替 |
| ------------ | ------------------------------------ | ---------- |
| シド         | ジェイク・グリーン                   | 太田光     |
| マニー       | ショーン・ケニン・イライアス＝レイズ | 山寺宏一   |
| ディエゴ     | スカイラー・ストーン                 | 白熊寛嗣   |
| エリー       | ドミニク・ジェニングス               | 豊口めぐみ |
| クラッシュ   | ヴィンセント・トン                   | 永澤菜教   |
| エディ       | アーロン・ハリス                     | 片桐真衣   |
| バック       | サイモン・ペッグ                     | 岩崎ひろし |
| ジー         | ジャスティナ・マチャド               | 加藤英美里 |
| オーソン     | ウトカシュ・アンブドカル             | 林勇       |
| ビーバー     |                                      | 堀総士郎   |
| ハイラックス |                                      | 寺西はる   |
| ドードー     |                                      | 蒔村拓哉   |

日本語版スタッフ
- プロデューサー - 天見美智世
- 演出 - 神本忠弘
- 翻訳 - 池田美紀
- 録音／調整 - 高見元太
- 制作 - ハーフHPスタジオ